# Xã Manns, Quận Stutsman, Bắc Dakota
Xã Manns (tiếng Anh: Manns Township) là một xã thuộc quận Stutsman, tiểu bang Bắc Dakota, Hoa Kỳ. Năm 2010, dân số của xã này là 78 người.